# Michael Maniaci
Michael Maniaci (Cincinnati, 3 maggio 1976) è un cantante operistico statunitense; possedendo una voce da soprano maschile, Maniaci è noto per la sua pretesa di essere in grado di cantare nella gamma superiore di soprano, senza ricorrere al falsetto, una fonazione altrimenti comune per gli uomini che cantano nei registri alti, come i contraltisti.

## Biografia

### Primi anni
Maniaci trascorse la sua prima infanzia nel Midwest americano. Durante la sua adolescenza, la sua famiglia si trasferì nella Pennsylvania occidentale e prese residenza a Peters Township, una piccola comunità situata a circa venti miglia a sud di Pittsburgh. Durante gli anni della scuola media Maniaci iniziò a sviluppare le sue abilità musicali grazie a numerosi musical scolastici, nonché ad una varietà di gruppi musicali di comunità. Frequentò la Peters Township High School e si diplomò con la classe del 1994.

### Formazione
Michael Maniaci si diplomò al Conservatorio di Musica di Cincinnati con una laurea in interpretazione vocale e proseguì alla Juilliard School of Music dove si diplomò con un Master in interpretazione vocale. Maniaci ricevette la prima attenzione quando ricevette la Medaglia di Bronzo al Concorso Lirico Internazionale Rosa Ponselle del 1997. Continuò a fare esperienza con diversi prestigiosi programmi per giovani artisti americani come Wolf Trap Opera, Glimmerglass Festival's Young American Artists Program, Aspen Opera Theatre e Tanglewood Music Festival.
Sebbene ciò fosse possibile per i castrati a causa dello squilibrio ormonale successivo alla castrazione, Maniaci afferma che, per qualche ragione sconosciuta, la sua laringe non si è sviluppata e allungata completamente durante la pubertà, facendo sì che la sua voce non si "spezzasse" nel solito modo. Maniaci afferma che questa particolarità fisica gli ha dato la capacità di cantare nel registro del soprano senza risuonare come un tipico controtenore o una cantante femminile. Ci sono, tuttavia, critici che affermano che Maniaci canti in realtà in falsetto.
Maniaci sta diventando una presenza importante nel panorama della musica classica internazionale, essendo già apparso in ruoli da protagonista in compagnie come Metropolitan Opera, La Fenice e Opera North. È noto soprattutto per aver cantato le opere di Händel, Mozart e Monteverdi.

### Carriera
Nel 1999 vinse la Houston Grand Opera Competition. È uno dei vincitori della borsa di studio Sara Tucker nel 2002 e della borsa di studio per la carriera della Fondazione Shoshana nel 2002. Nel 2003 ha vinto le Audizioni del Consiglio Nazionale della Metropolitan Opera.
Nella stagione 2001-2002 Maniaci ha debuttato alla Carnegie Hall nei Chichester Psalms con l'Orchestra of St. Luke's, ha cantato Nerone ne L'Incoronazione di Poppea per l'Opéra Atélier di Toronto ed il ruolo principale in Serse con la Wolf Trap Opera. Nella stagione 2002-2003 Maniaci ha debuttato in Europa come Ulisse nella Deidamia di Händel al Goettingen International Händel Festival,  alla New York City Opera come Sandman in Hänsel e Gretel e ritornò alla Glimmerglass Opera come Medoro nell'Orlando di Händel. Nella stagione 2003-2004 Maniaci ha cantato Nerone ne L'Incoronazione di Poppea con il Chicago Opera Theatre (che ha segnato l'apertura del nuovo teatro della compagnia) e con Opera Cleveland. Ha anche cantato il ruolo del protagonista nell'Oreste di Händel con il Juilliard Opera Center ed alla Glimmerglass Opera è apparso come Tirinto in Imeneo di Händel. Nello stesso anno ha vinto le audizioni del Consiglio Nazionale della Metropolitan Opera 2003.
Nel 2004 Maniaci ha interpretato il ruolo di Cherubino in Le nozze di Figaro di Wolfgang Amadeus Mozart con la Pittsburgh Opera. Questa fu la prima volta che il ruolo sia stato interpretato da un uomo negli Stati Uniti. Nel 2005 ha debuttato con la Santa Fe Opera cantando il ruolo di Lucio Cinna al fianco di Susan Graham nel ruolo di Cecilio nel Lucio Silla di Mozart e debuttò con il Teatro reale danese. Nel 2006 debuttatò al Metropolitan Opera nel ruolo di Nireno nel Giulio Cesare di Händel. Nel 2007 ha debuttato con Opera North come Atis ne Le fortune del re Creso ed alla La Fenice nel ruolo di Armando ne Il crociato in Egitto di Giacomo Meyerbeer. Sempre nel 2007 è tornato alla Glimmerglass Opera per interpretare il ruolo del protagonista in Orfeo ed Euridice di Gluck.
Nel 2008 Maniaci ha interpretato il ruolo di Idamante nell'Idomeneo re di Creta di Mozart con Opera Atelier ed ha cantato il ruolo del protagonista in Serse con Boston Baroque. Nel 2009 Maniaci apparirà nell'Eliogabalo di Francesco Cavalli con la Grange Park Opera e tornerà all'Opera Atelier per interpretare Nerone ne L'incoronazione di Poppea. Nel 2010 si esibirà in L'arbore di Diana di Vicente Martín y Soler al Gran Teatre del Liceu di Barcellona.
Maniaci ha anche tenuto un prolifico programma di concerti. I suoi impegni orchestrali hanno compreso apparizioni con Tafelmusik, la New Holland Baroque Orchestra, il Bridgehampton Chamber Music Festival e un tour con l'Academie Baroque de Montréal in Canada e Germania. Si è anche esibito con Boston Baroque ed ha fatto una tournée in l'Asia con l'Orchestra Sinfonica di Shanghai. È stato anche ascoltato in concerto con L'Opéra de Montréal.
Nel 2011 Maniaci ha interpretato il ruolo di Sesto, insieme a Measha Brueggergosman nel ruolo di Vitellia, nella produzione dell'Opera Atelier de La Clemenza di Tito a Toronto, in Canada. Ha ricevuto una standing ovation nella serata di apertura, il 22 aprile 2011. Nel 2014 ha debuttato con la Cincinnati Opera come Endymion in La Calisto.

## Incisioni
- Meyerbeer: Il crociato in Egitto (Michael Maniaci, Patrizia Ciofi, Marco Vinco, Laura Polverelli, Fernando Portari, Iorio Zennaro, Silvia Pasini, Luca Favaron, Emanuele Pedrini; Orchestra e Coro del Teatro La Fenice; Direttore: Emmanuel Villaume). Dynamic DV 33549 DVD.
- Mozart: Arias for Male Soprano (Michael Maniaci, Boston Baroque, Direttore: Martin Pearlman). Telarc International, TEL-31827-02. Pubblicato il 26 gennaio 2010.